# Kenyérbogár
A kenyérbogár (Stegobium paniceum) a rovarok (Insecta) osztályának bogarak (Coleoptera) rendjébe, ezen belül az álszúfélék (Anobiidae) családjába tartozó faj.
Nemének az egyetlen élő faja.

## Előfordulása
A kenyérbogár világszerte elterjedt. Rendszeresen nagyon gyakori.

## Megjelenése

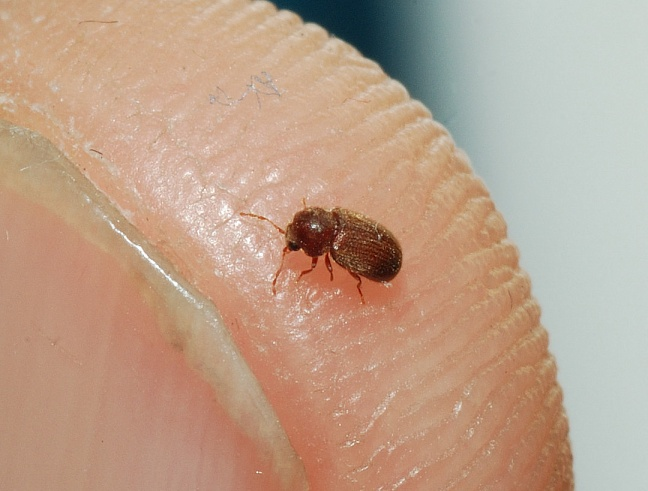
Kenyérbogár az ember ujjbegyén

A kenyérbogár 2-4 milliméter hosszú, egyszínű vörösbarna rovar. Veszély esetén csuklyaszerűen előrenyúló nyakpajzsa alá rejti a fejét.

## Életmódja
A kenyérbogár az emberhez kötődik, a szabad természetben ritka. Gyakoribb élelmiszerraktárakban, pékműhelyekben, házakban. Mindenféle lisztből készült áruban károsít, de még a csokoládét, az erős fűszereket (paprikát) vagy mérgező gyógyszereket is kikezdi.

## Szaporodása
A nőstény petéit a kenyér mellett valamennyi állati és növényi eredetű termékbe, például süteményekbe, csokoládéba, erős fűszerekbe is belerakja. Az 5-6 milliméter hosszú, piszkosfehér színű lárvák ott esnek át különböző fejlődési szakaszaikon, és ott is bábozódnak be. Fejlett szaglószervük vezeti a táplálék nyomára. Rágószervük erős, ezért a becsomagolt anyagokba is bejutnak a lárvák. A táplálékot elérve a lárva nyálából és a rágcsálékból ovális gubót készít magának. A bábból kibúvó imágó kerek röpnyíláson át távozik. Teljes kifejlődéséhez 18-20 Celsius-fokon több mint kétszáz napra van szüksége. Tömegesen csak hosszú ideig tárolt anyagokban és 25 fokosnál melegebb helyiségekben szaporodik el. Kifejezett éves ciklusa nincs, egész évben bújnak elő bogarak, melyek petéket raknak.

## Irtása
Ha fertőzésre utaló jeleket észlelünk, az első teendőnk az, hogy gondosan takarítsuk ki az élelmiszertároló helyet. A kenyérbogár táplálékául szolgáló összes élelmiszert át kell vizsgálni. A fertőzött anyagokat jól záródó zacskóban gyűjtve dobjuk ki a szemétbe vagy égessük el. Rovarirtó szert fölösleges használni.